# Vision
Vision és un personatge de ficció, un superheroi que apareix als còmics americans publicats per Marvel Comics. Creat per Roy Thomas i l'artista John Buscema, el personatge va aparèixer per primera vegada a The Avengers #57 (publicat l'agost de 1968, amb una portada d'octubre de 1968), i es basa en el personatge de Timely Comics del mateix nom que era un extraterrestre d'una altra dimensió. Vision és un androide construït pel robot dolent Ultron creat per Hank Pym. Originalment pensat per actuar com el "fill" d'Ultron i destruir els Venjadors, en lloc d'això, Vision es va girar contra el seu creador i es va unir als Venjadors per lluitar per les forces del bé. Des de llavors, ha estat representat com un membre freqüent de l'equip i, durant un temps, es va casar amb la seva companya d'equip, la Bruixa Escarlata. També va exercir com a membre dels Defenders.
Vision es va crear a partir d'una còpia de Human Torch, un home sintètic creat per Phineas T. Horton. Ultron va agafar aquest androide inert i li va afegir tecnologia més avançada, així com una nova programació del seu propi disseny i una còpia dels patrons d'ones cerebrals humanes. El resultat va ser Vision, un androide impulsat per la lògica però posseïdor d'emocions i capaç d'aconseguir un creixement emocional. Com a androide, Vision té una varietat d'habilitats i superpoders. Al còmic de 1989 "Vision Quest", Vision va ser desmantellat, després reconstruït amb un aspecte blanc com el guix i ara sense capacitat per a les emocions. El 1991 es va recuperar una major comprensió de les emocions, el 1993 es va restaurar la seva aparença vermella original i la seva personalitat completa i connexions emocionals amb els records es van restaurar el 1994 en la seva primera sèrie limitada homònima, Vision. Una altra sèrie limitada de quatre números, Avengers Icons: The Vision, es va publicar a finals de 2002. Del 2015 al 2016, Vision va tornar a tenir la seva pròpia sèrie, durant la qual va intentar viure als suburbis amb una família d'androides.
Des de la seva concepció, el personatge s'ha adaptat a diverses formes de mitjans fora dels còmics. Paul Bettany interpreta Vision a les pel·lícules de Marvel Cinematic Universe: Avengers: Age of Ultron (2015), Captain America: Civil War (2016) i Avengers: Infinity War (2018), la minisèrie de televisió WandaVision (2021) i la sèrie d'animació What if...? (2021).